# Aeroportul Daqing Sartu
Aeroportul Daqing Sartu (IATA: DQA, ICAO: ZYDQ) este un aeroport din Sartu District⁠(d), Daqing⁠(d), Heilongjiang, Republica Populară Chineză ce deservește zona Daqing⁠(d). Aeroportul a fost tranzitat în 2022 de 368.948 de pasageri. A fost deschis în 1 septembrie 2009 și numit după zona deservită.
Aeroportul dispune de o singură pistă.